# Továrna specielních cukrovinek František Lhotský
Továrna specielních cukrovinek František Lhotský je bývalý průmyslový objekt v Praze 4 - Michli severně od Tyršova vrchu.

## Historie
Firma na cukrovinky továrníka Františka Lhotského, založená roku 1920 na břehu Botiče, se specializovala na výrobu bonbonů včetně populárních Hašlerek. V letech 1933-1935 pro ni architekt Rudolf Hraba začal stavět polyfunkční dům na půdorysu písmene „U“. Přízemí a východní trakt objektu sloužil výrobě, zbylá část byla určena k bydlení a administrativě. Během výstavby byly roku 1934 architektem Roithem přepracovány fasády železobetonového skeletu a uspořádáno schodiště. Do konečné podoby pak byl projekt upraven architektem Ladislavem Štrausem.
Po znárodnění podniku se výroba bonbonů přemístila do závodu v Modřanech a dům byl upraven k bydlení.